# Элиева когорта лёгкой пехоты
Элиева тысячная когорта легкой пехоты (лат. Cohors Aelia Expedita milliaria) — вспомогательное подразделение армии Древнего Рима.
Вероятнее всего данное подразделение было создано в эпоху правления императора Антонина Пия для подавления восстания в провинции Мавретания. Его название указывает на то, что в его состав были включены легковооружённые формирования, возможно, армейские разведчики. Место дислокации когорты неизвестно. Единственная надпись, которую с полной уверенностью можно отнести к когорте, была найдена в Цезарии в провинции Мавретания Цезарейская. Другая надпись, которая предположительно содержит упоминание подразделения, была обнаружена в местечке Албулы в той же провинции.